# Pokémon 12 – Arceus und das Juwel des Lebens
Pokémon 12 – Arceus und das Juwel des Lebens (offizieller deutscher Titel: Pokémon - Arceus und das Juwel des Lebens) (Englisch: Pokémon: Arceus and the Jewel of Life) (japanisch: 劇場版ポケットモンスター ダイヤモンド&パール アルセウス 超克の時空へ) ist ein japanischer Anime-Film im Pokémon-Universum von Kunihiko Yuyama aus dem Jahr 2009.

## Handlung
Das sagenhafte Pokémon Arceus hat vor langer Zeit einen Teil seiner Kraft in Form des Juwels des Lebens an die Menschen abgegeben, um sie im Kampf zu unterstützen. Als der Zeitpunkt gekommen war, Arceus diese Kraft zurückzugeben, wurde er darum betrogen. Jetzt ist Arceus zurück und will Rache an den Menschen nehmen. Als Arceus erwacht, bilden sich massive Strudel von Energie um ihn herum, die dazu führen zwei Pokémon zusammenzubringen, die sich niemals hätten treffen sollen: Dialga, das Pokémon, das die Zeit regiert, und Palkia, das Pokémon, das den Raum regiert.
Ash Ketchum und seine Freunde reisen nun mit Dialgas Hilfe und in Begleitung von Shiina durch die Zeit. Sie wollen versuchen, die Fehler der vor ihnen Lebenden zu kompensieren, noch bevor die Welt dem Zorn von Arceus zum Opfer fällt.
Ash Ketchum, Rocko und Lucia erreichen die Stadt Michina, wo ihnen geraten wird, die nahe gelegenen berühmten Ruinen zu besuchen. Als sie am Rande eines Gewässers in der Nähe der Ruinen ankommen, verursacht eine Zeit-Raum-Verzerrung einen Wirbel, der versucht, Pikachu und Plinfa einzusaugen. Doch das Mädchen Sheena, eine Hüterin der Ruinen, ausgestattet mit der Fähigkeit, mit dem Herzen eines Pokémons Verbindung aufnehmen zu können, ruft Dialga auf den Plan, die Pikachu und Plinfa wieder sicher zu Boden bringt. Der Dimensionsspalt wird von Sheena geschlossen. Nun jedoch taucht das legendäre Pokémon Giratina aus dem Wasser auf und greift das uralte Pokémon Dialga an. 
Ash und Lucinda versuchen, Giratina davon zu überzeugen, ihre Angriffe gegen die Pokémon einzustellen. Jedoch erst als es Sheena gelingt, mit Giratinas Herzen Kontakt aufzunehmen und zu erklären, dass Dialga falsch verstanden werde, kehrt Giratina in seine Welt zurück. Nur wenig später wird ein weiteres von Arceus verursachtes Ereignis Dialga fast zum Verhängnis. Da es für Ash und seine Freunde zu gefährlich wird, beschließen sie, zu gehen. Wie aus dem Nichts, erscheint plötzlich Palkia, um Dialga zu helfen und den Konflikt endgültig aus der Welt zu schaffen. Sheena bedankt sich bei den beiden Pokémon und alle kehren in ihre Welt zurück.
Arceus Erwachen löst vielfältige Ereignisse und Reaktionen aus. Letztendlich werden Ash, Brock und Dawn in eine Gefängniszelle geworfen, die von einem alten Mann bewacht wird. Sie stellen fest, dass sie sich den Raum mit Damos teilen, Damos ist derjenige, den Arceus verantwortlich dafür macht, das Juwel des Lebens nicht zurückgegeben zu haben.
Zurück in der Gegenwart stellt sich heraus, dass sich die Lage aufgrund der Veränderungen, die die Vergangenheit erfahren hat, beruhigt hat. Allerdings ist da immer noch Arceus, der Dialga, Palkia  und Giratina vollständig besiegt hat und sich nun darauf vorbereitet, Michina endgültig zu zerstören. Ash nimmt deshalb Kontakt mit ihm auf, um ihn daran zu erinnern, dass in letzter Zeit alles gut gelaufen sei. Arceus denkt nach und kommt zu dem Ergebnis, dass die Zerstörung aufhören muss. Er heilt die drei Drachen und bringt Michina wieder in einen guten Zustand. Die vier Götter nehmen sodann Abschied, sagen Ash und seinen Freunden Lebewohl und gehen zurück in ihre jeweilige Welt.

## Produktion

### Hintergrund, Produktionsnotizen
Dieser Film, der letzte Teil einer dreiteiligen Saga, der mit Pokémon – Der Aufstieg von Darkrai und Giratina & the Sky Warrior begann, verrät, dass die Störungen, die die Pokémon-Welt heimsuchen, auf Arceus zurückgehen. Der Kampf zwischen Dialga und Palkia drohte bereits, das Raum-Zeit-Kontinuum zu zerstören. Giratina war sodann der einsame Verteidiger der Gegenwelt, der gleichzeitig das zerbrechliche Gleichgewicht zwischen seiner eigenen und der Pokémon-Welt bewahren musste. Und nun ist die Stadt Michina betroffen, ein Ort, der schon seit ewigen Zeiten mit Arceus verbunden ist. Im Finale der Trilogie werden die Geheimnisse der beiden Vorgängerfilme aufgelöst.
Regisseur Yuyama erläuterte, dass Arceus im Film die Naturgewalt verkörpere. Ziel sei es, die Menschen dazu zu bringen, sich Gedanken darüber zu machen, wie lebenswichtig eine intakte Natur für das Überleben aller Lebewesen sei. Regisseur und Produzent besuchten vor Erstellung des Films die Akropolis, Mykene, Delphi und Metéora in Griechenland, um Eindrücke für ihre fiktive Filmkulisse zu sammeln, die dann auch darauf zurückgeht.
Das Titellied des Films Kokoro no Antenna wird von Shoko Nakagawa gesungen. Produziert wurde der Film vom Animationsstudio OLM, vertrieben vom Filmverleih Tōhō. 

### Synchronstimmen
Die Synchronfirma FFF Grupe GmbH in München-Unterhaching & die SDI Media Germany GmbH in Berlin, waren für die Synchronarbeiten zuständig. Das Dialogbuch verfasste Daniela Arden, die Dialogregie lag bei Nicola Grupe-Arnoldi & Markus Willi-Parello.
- Stimme: Caroline Combrinck (Rica Matsumoto) Ash Ketchum
- Stimme: Originalton (Ikue Ōtani) Pikachu
- Stimme: Jana Schölermann (Megumi Toyoguchi) Lucia
- Stimme: Simone Brahmann (Yuuji Ueda) Feurigel
- Stimme: Michael Schwarzmaier (Unshou Ishizuka) Erzähler
- Stimme: Scarlet Cavadenti (Megumi Hayashibara) Jessie
- Stimme: Matthias Klie (Shin’ichirō Miki) James
- Stimme: Nicola Grupe-Arnoldi (Etsuko Kozakura) Plinfa
- Stimme: Manfred Trilling (Masahiro Takashima) Damos
- Stimme: Melanie Manstein (Kii Kitano) Sheena
- Stimme: Philipp Brammer (Yuuji Kishi) Kevin
- Stimme: Stefan Günther (Kōichi Yamadera) Marcus
- Stimme: Reinhard Brock (Akihiro Miwa) Arceus
- Stimme: Michael Schwarzmaier (Yuzuru Fujimoto) Tapp
- Stimme: Maximilian Belle (Motoko Kumai) Kanta
- Stimme: Nicola Grupe-Arnoldi (Kei Shindou) Kiko
- Stimme: Nicola Grupe-Arnoldi (Miki Kanai) Endivie
- Stimme: Farina Brock (Kei Shindou) Kako
- Stimme: Marc Stachel (Yuuji Ueda) Rocko
- Stimme: Benedikt Weber (Chinami Nishimura) Karnimani
- Stimme: Gerhard Acktun (Inuko Inuyama) Mauzi
- Stimme: Claus-Peter Damitz (Daisuke Sakaguchi) Mogelbaum
- Stimme: Gerhard Jilka (Hiroyuki Baba) Soldat
- Stimme: Gerhard Jilka (Ryuji Akiyama) Soldat

### Veröffentlichung
Die Premiere des Films fand am 18. Juli 2009 in Japan statt. Am 10. August 2009 wurde der Film auf dem Locarno Film Festival in der Schweiz vorgestellt. In Australien und den Vereinigten Staaten wurde er im November 2009 veröffentlicht, in Südkorea im Dezember 2009, im Jahr 2010 war das in folgenden Ländern der Fall: Italien, Spanien, Vereinigtes Königreich, Dänemark, Polen und Brasilien. In Schweden hatte der Film im Juni 2011 Fernsehpremiere. Veröffentlicht der Film zudem in Frankreich, Griechenland, Portugal, Russland und in der Ukraine. Der internationale Titel des Films lautet Pocket Monster Diamond & Pearl: Arceus’ Conquering of Space-Time.
In Deutschland erschien der Film mit einer deutschen Tonspur am 13. Oktober 2011 auf DVD, herausgegeben von der Universal Pictures Germany GmbH.

## Kritik
Auf der Seite Film Music Central heißt es, Arceus und das Juwel des Lebens sei „definitiv einer der besseren Filme in der Serie“ und schließe „einen exzellenten Handlungsbogen ab“. Es wird empfohlen, sich den Film anzusehen, aber darauf zu achten, zuerst die beiden Vorgängerfilme zu schauen, „um die volle Wirkung zu erzielen“.